# Гриценко, Николай Николаевич
Николай Николаевич Гриценко (8 [20] мая 1856, Кузнецк, Томская губерния, Российская империя — 8 декабря 1900, Ментона, Франция) — русский живописец-маринист, пейзажист, художник-график, корабельный инженер и путешественник.

## Биография
Родился 8 [20] мая 1856 года в Кузнецке в семье окружного врача Николая Семеновича и акушерки Анны Фоминичны. Окончил Томскую губернскую гимназию, в которой обучался живописи у первого профессионального художника губернии П. М. Кошарова. В 1875—1880 годах обучался в Кронштадтском техническом училище морского ведомства , после чего плавал на военных судах «Крейсер», «Владимир Мономах» и «Стрелок».
В 1885 году поступил вольноприходящим учеником в Императорскую академию художеств и стал пользоваться руководством профессора Л. Ф. Лагорио. В 1887 году командирован на казённый счёт в Париж, к профессору А. П. Боголюбову. Одновременно посещал мастерскую Ф. Кормона. 
Выйдя в отставку, стал путешествовать по России. Состоял в Русском географическом обществе, по заданию которого неоднократно бывал в Сибири, особое место в этих путешествиях занимал Томск, которому он посвятил более 20 произведений.

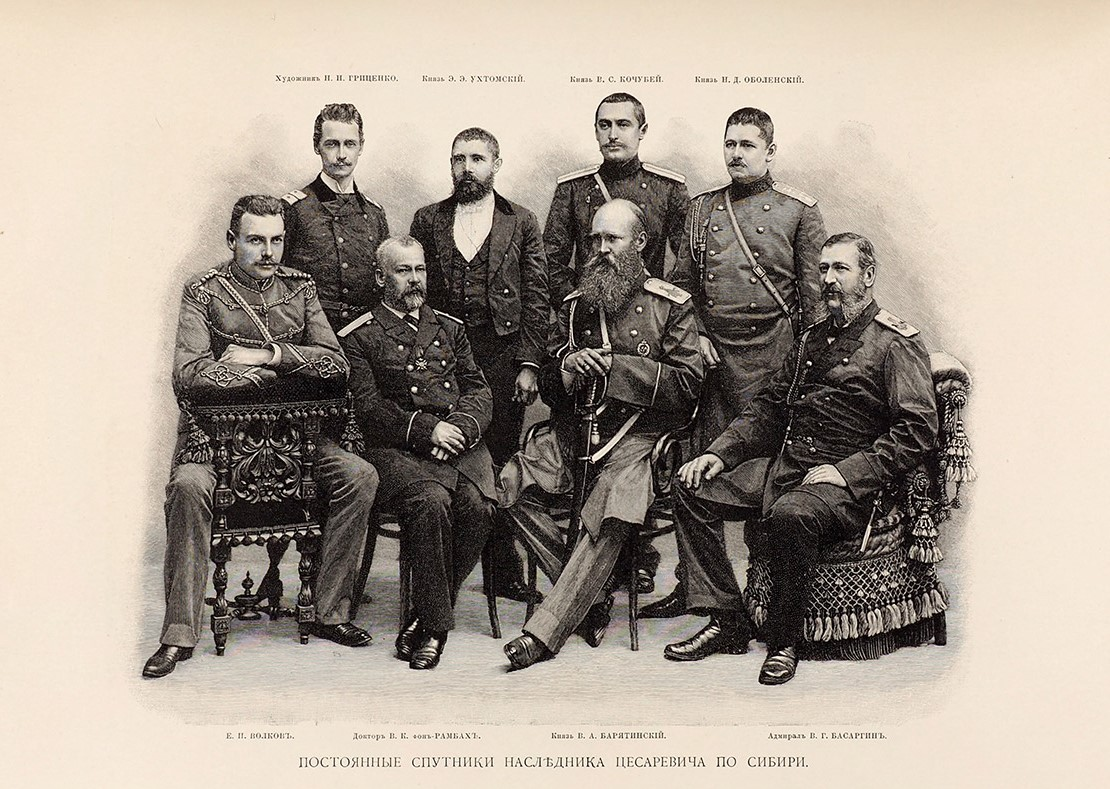
Постоянные спутники цесаревича Николая

С 1886 года принимал активное участие в выставках ИАХ и разнообразных объединений российских художников.
В 1890 году отправился в путешествие на Восток совместно с цесаревичем Николаем на фрегате «Память Азова», присоединившись к свите наследника в Триесте. За время путешествия выполнил около 300 рисунков.
В 1894 году оставил службу во флоте и был назначен художником Морского министерства. В том же году женился на дочери П. М. Третьякова.
Получил бронзовую медаль и высшую награду Франции за акварельные работы на парижской Всемирной выставке 1900 года.
Cкончался от туберкулёза 8 декабря 1900 года в Ментоне; похоронен там же на Русском кладбище.
В 1902 году в Санкт-Петербурге по инициативе Н. К. Рериха состоялась посмертная выставка 805 картин, этюдов и акварелей Николая Гриценко.

## Семья
Жена — Любовь Павловна Гриценко (Третьякова) (1870—1928) — пианистка, дочь мецената П. М. Третьякова. В 1903—1910 годах — жена художника Л. С. Бакста. Умерла 23 июля 1928 года в Сан-Ремо, Италия.
- Дочь — Марина Николаевна Гриценко (1901—1971)[10].

Фотографии
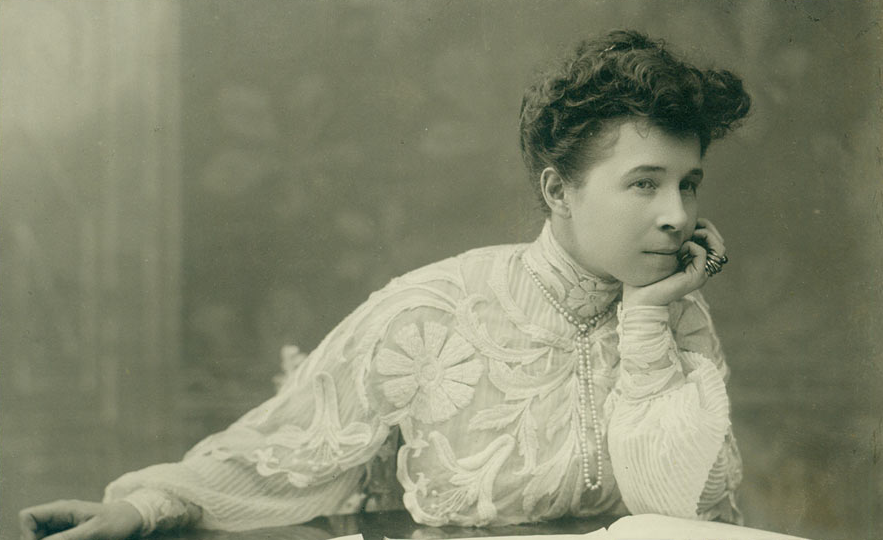
Любовь Гриценко

## Творчество
Написал много картин и акварелей, изображающих виды моря, гаваней и различных местностей Европейской России и Сибири. Образцом работ художника можно считать картину «Ночь в Тихом океане».
Картины Николая Гриценко хранятся в Русском музее, Третьяковской галерее, Пушкинском музее, Центральном Военно-морском музее, НИИ Академии художеств, Омском музее изобразительных искусств, Днепровском и Саратовском художественных музеях, Пермской художественной галерее, Львовской галерее искусств и музее искусств Узбекистана.

## Галерея

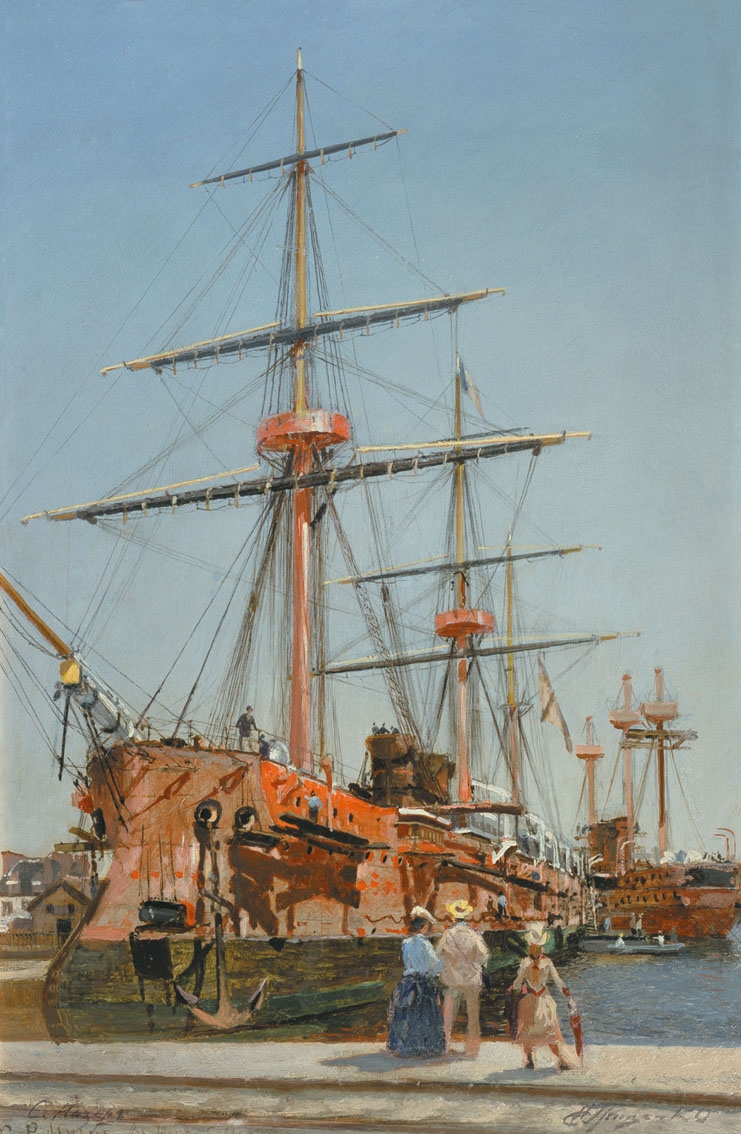
Броненосный крейсер I ранга «Адмирал Корнилов» во время постройки в Сен-Назере, в Бретани. 1889
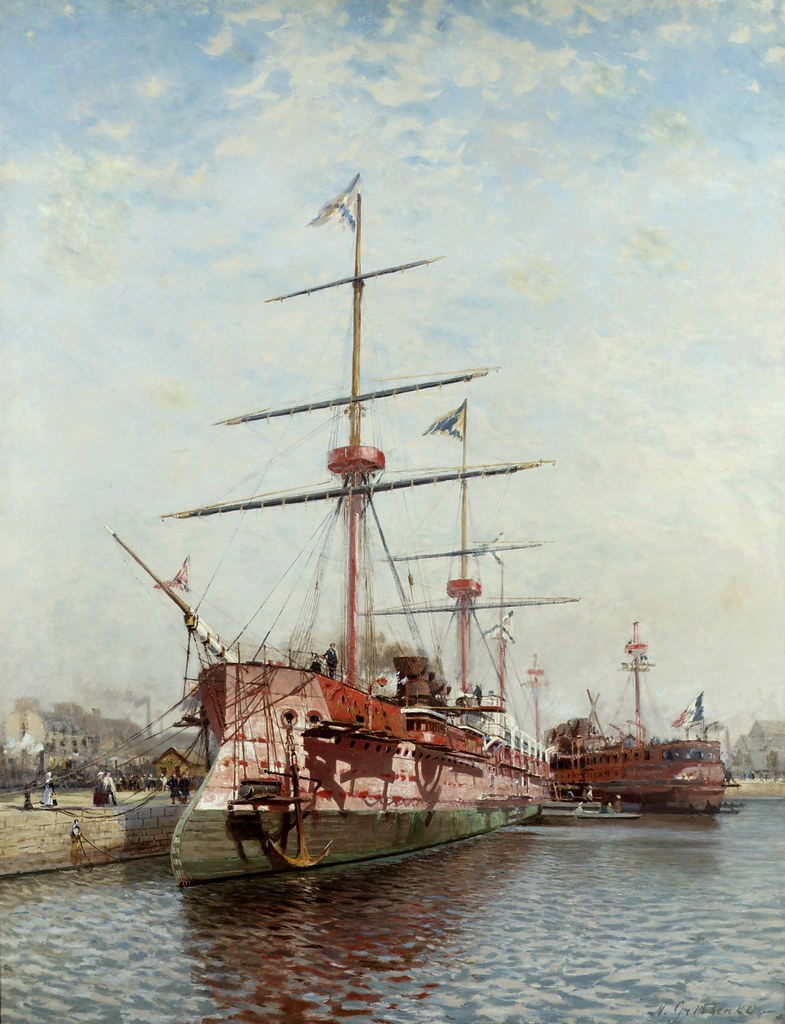
Броненосный крейсер I ранга «Адмирал Корнилов» в доках Сен-Назера в Бретани. 1889
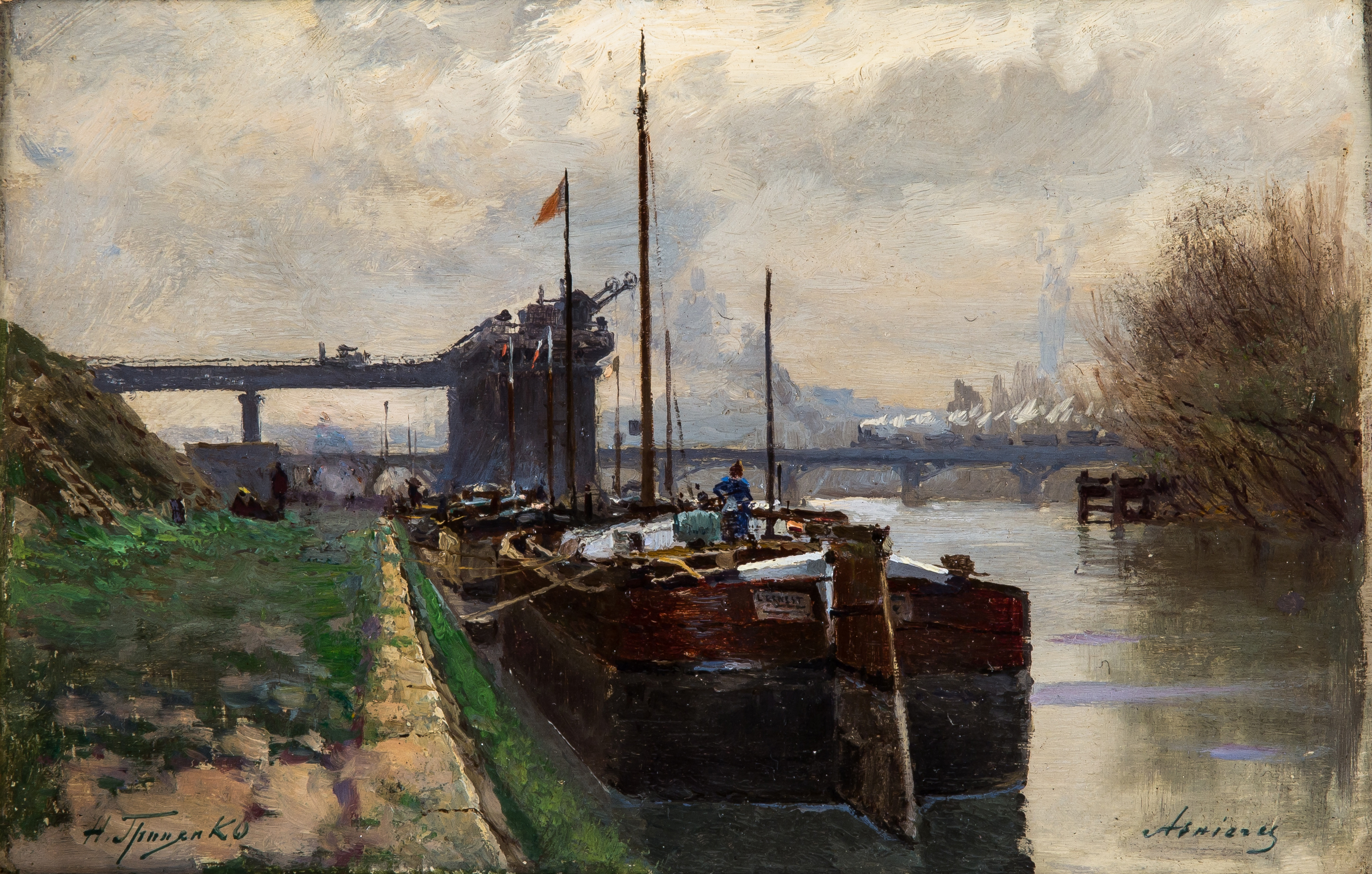
В доке в Аньер-сюр-Сен, Франция. 1890
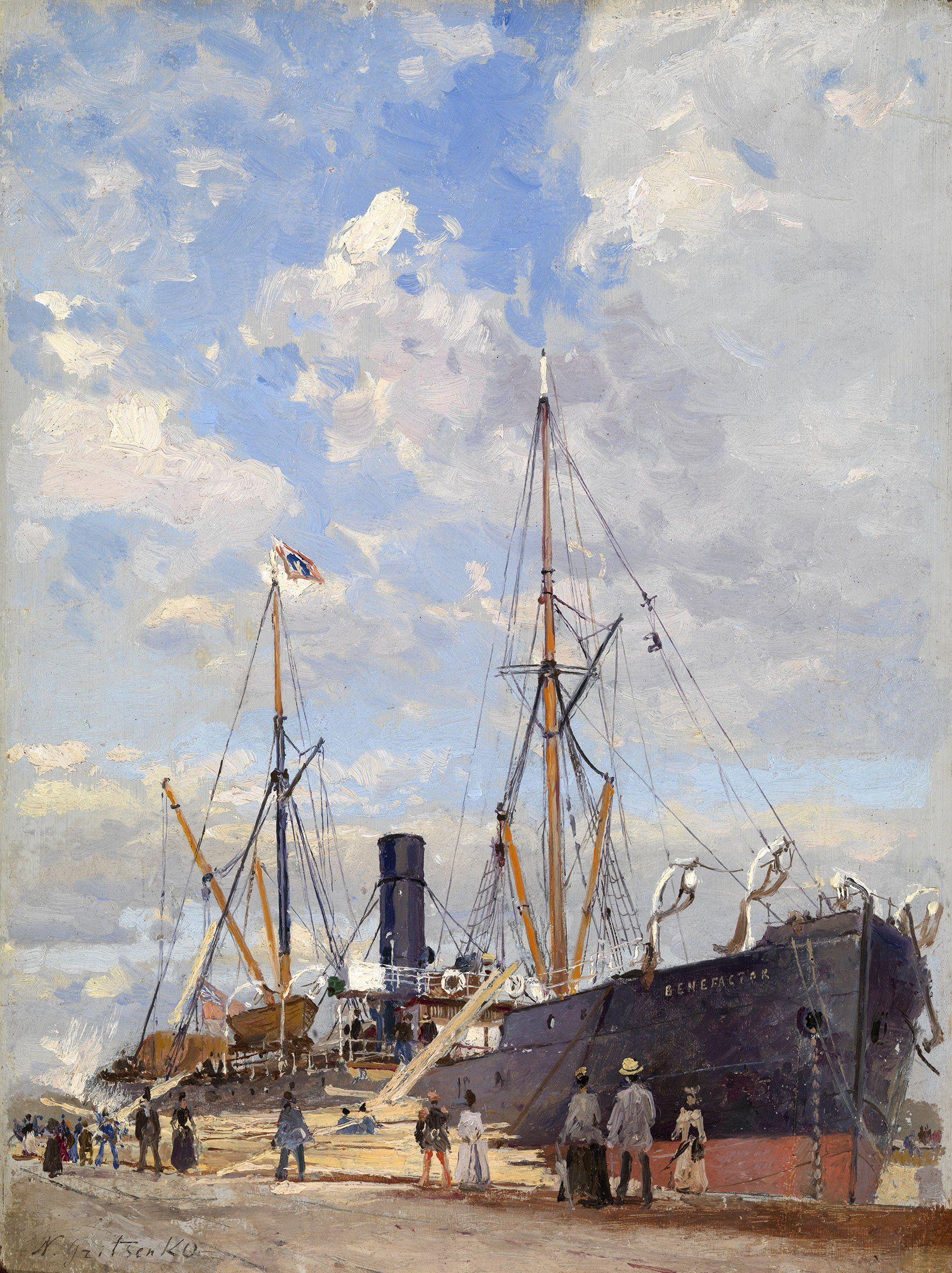
«Благодетель» в Гавре
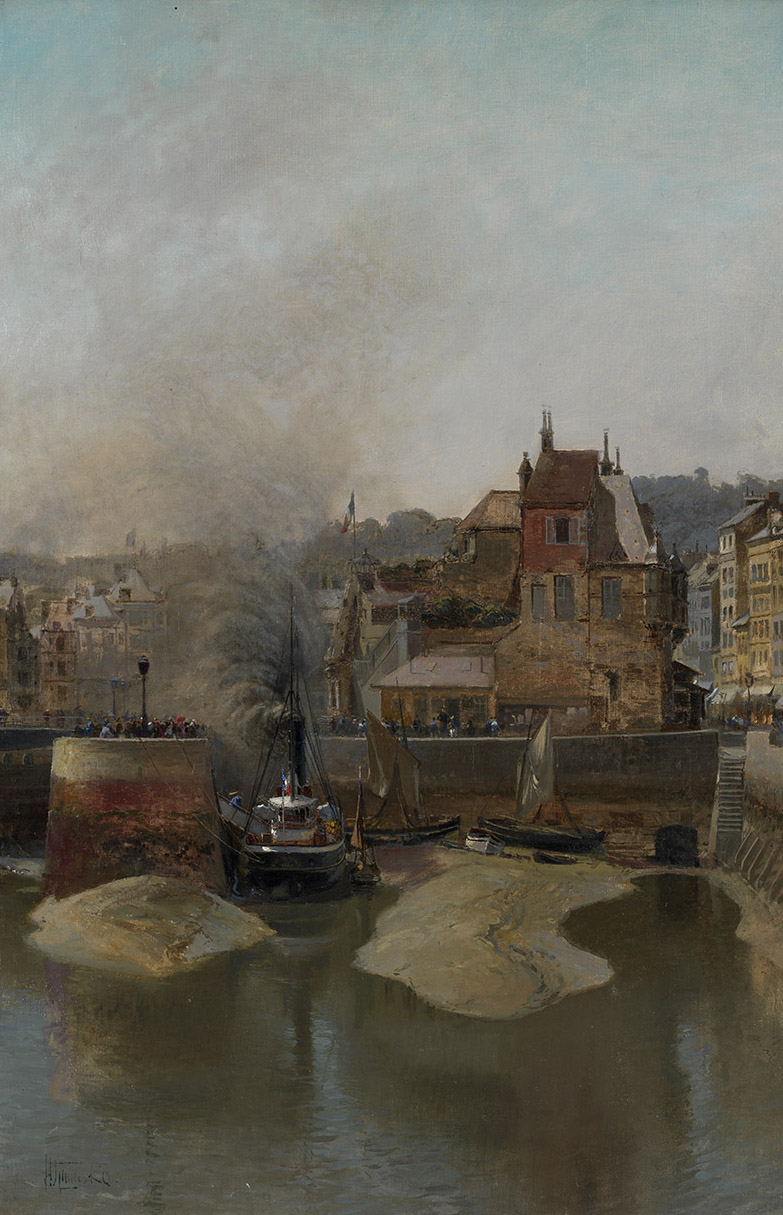
Гавань во Франции
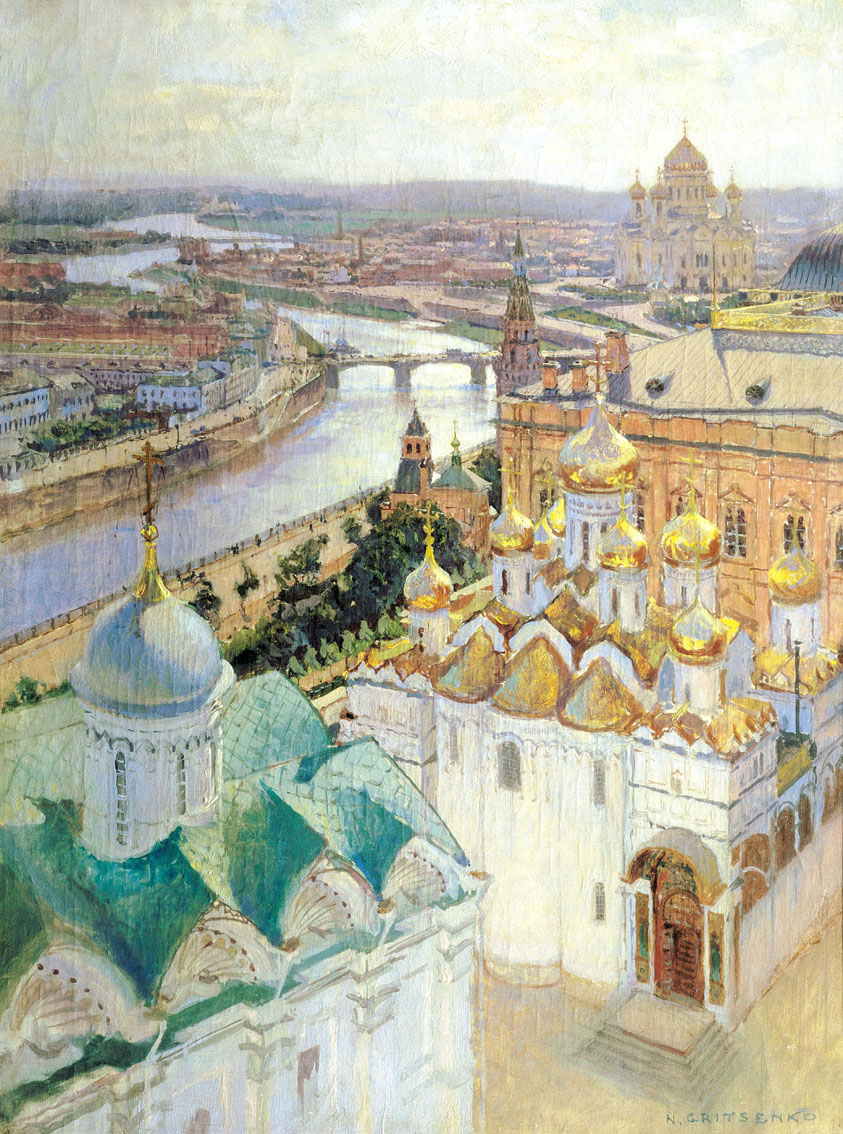
Вид на Москву с колокольни Ивана Великого. 1896
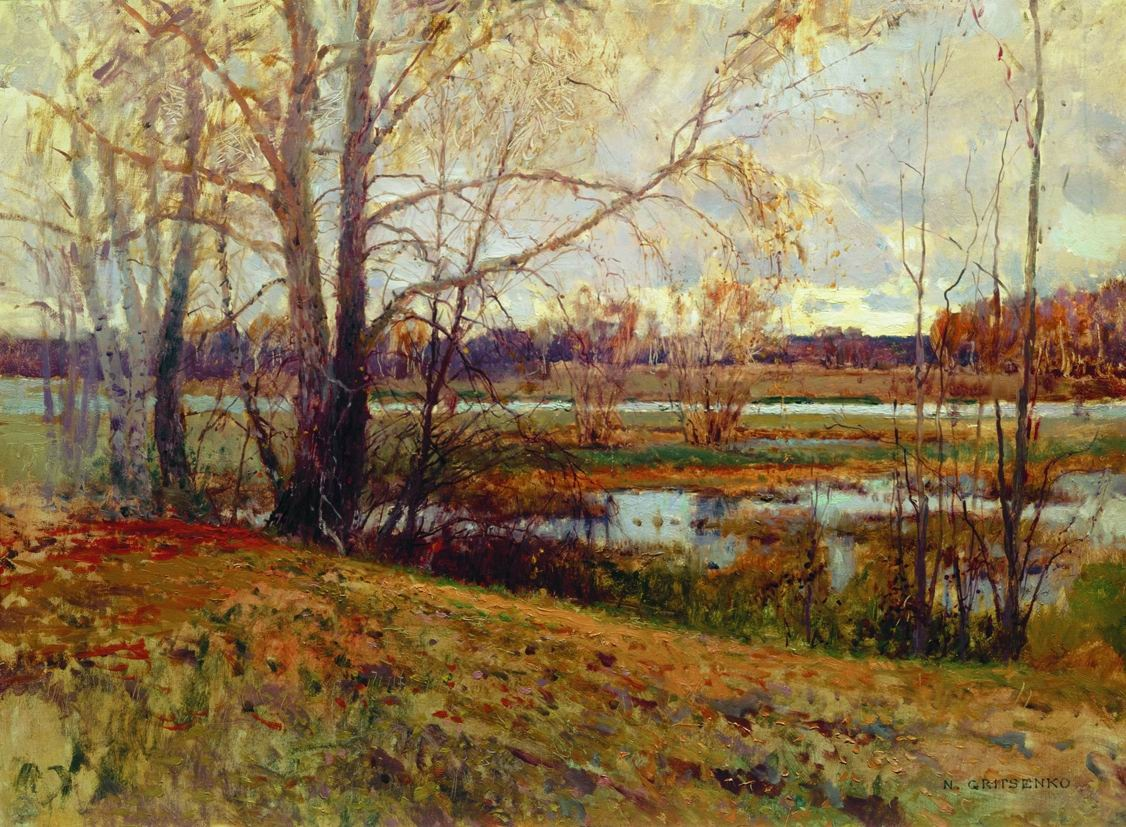
Осень в Куракине. 1897
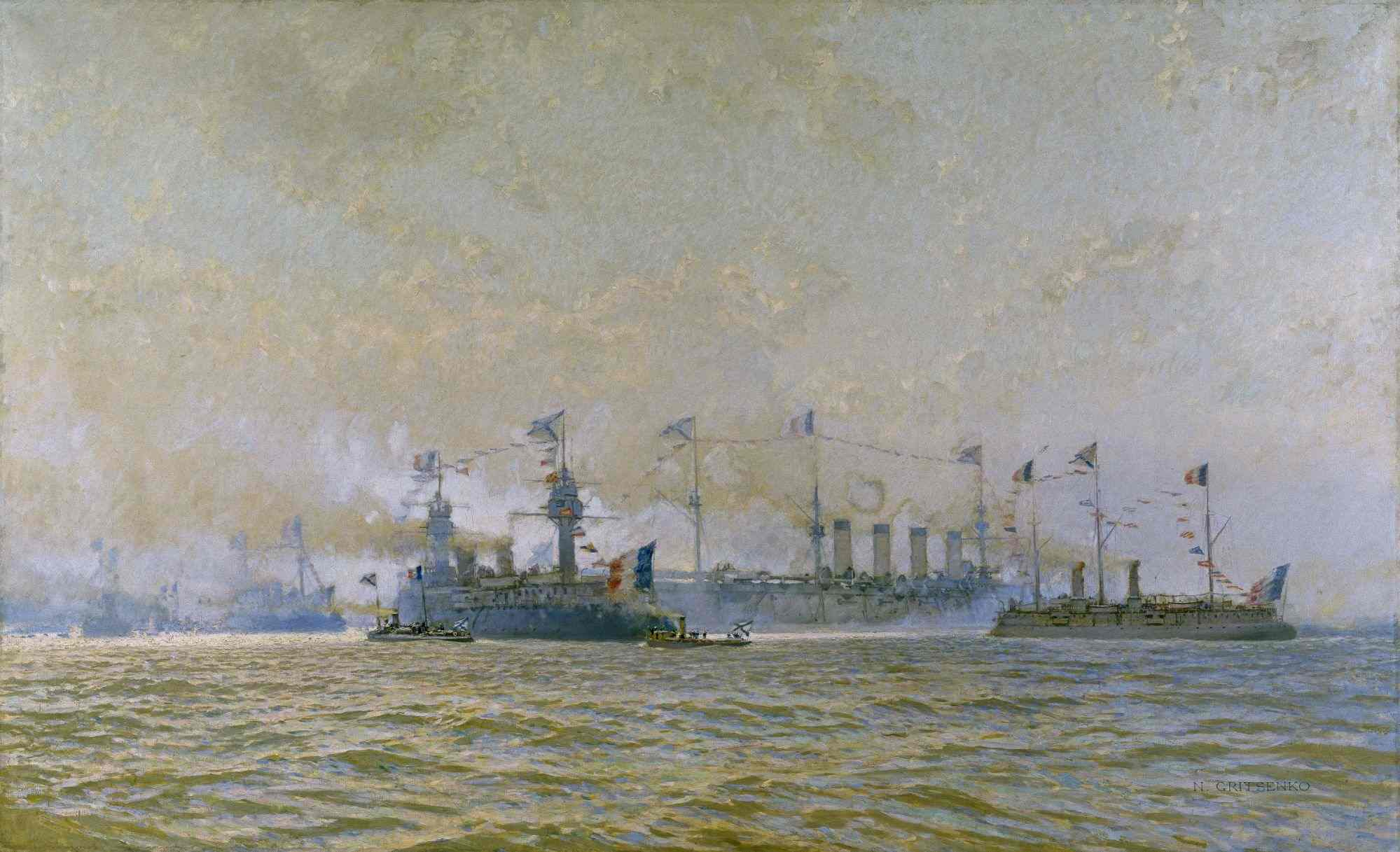
Приезд президента Феликса Фора в Кронштадт. 1897
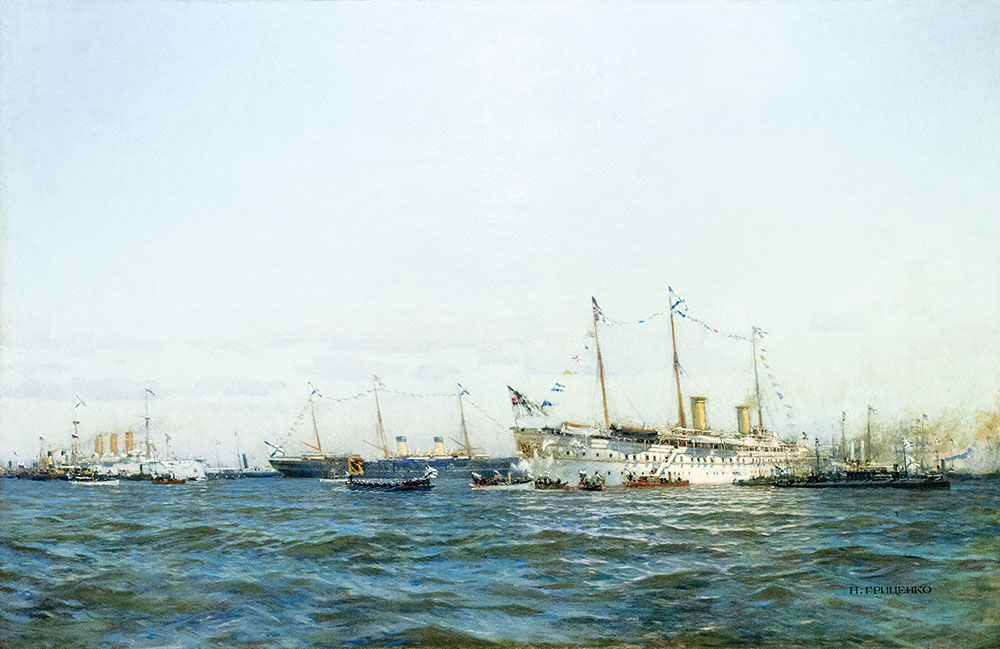
Встреча императора Николая II с германским императором Вильгельмом II во время Кронштадтского рейда 26 июля 1897 года. 1897

## Награды
- Орден Святой Анны 3-й степени.

- Орден Короны Таиланда 4-го класса.

- Орден священного сокровища 4-го степени
- Орден почётного легиона (1900)[1].

## Память
- 2 июля 2006 года в Новокузнецке на территории музея-заповедника «Кузнецкая крепость» состоялось открытие памятной доски в честь Николая Гриценко.
- В доме купца Фонарёва, находящемся в «Кузнецкой крепости» создан зал, посвященный Н. Н. Гриценко[2].